# Galium incurvum
Galium incurvum är en måreväxtart som beskrevs av John Sibthorp och James Edward Smith. Galium incurvum ingår i släktet måror, och familjen måreväxter. Inga underarter finns listade i Catalogue of Life.